# Mihnea, o Turco
Mihnea II, cognominado O Turco ou O Islamizado (em romeno:  Mihnea Turcitul) (Julho de 1564 - Outubro de 1601 foi Príncipe da Valáquia por duas vezes: 15 de Abril de 1577- 23 de Julho de 1583 (sob regência da mãe, Catarina Salvaresso); e 16 de Abril de 1585 - 1 de Junho de 1591.

## Biografia

### Ascendência e situação familiar
Mihnea era filho de Alexandre Mircea, futuro Príncipe da Valáquia e da sua esposa italiana Catarina Salvaresso, pertencendo assim ao ramo Drăculeşti da Dinastia Bassarabe. Nasceu em Julho de 1564, oito anos após o casamento dos pais (1558). A mãe, católica de nascimento,  mudou para a fé ortodoxa após o casamento com Alexandre.
A família paterna vivia exilada na Transilvânia desde a deposição de Mircea IV da Valáquia (avô de Mihnea) em 1510. A materna, apesar de ser italiana, mais especificamente genovesa, vivia em Pera (atual Beyoğlu, em Istambul, Turquia).

### Primeiros anos: o reinado do pai
A oportunidade do pai de subir ao trono valaquiano surgiu em 1568 (tinha Mihnea quatro anos), quando o sultão otomano Selim II, depôs Pedro I, filho da Regente Chiajna da Moldávia, e decidiu eleger outro príncipe. O escolhido foi Alexandre, seu pai, que também era membro da família Bassarabe do ramo Drăculeşti.
O primeiro ato notável do pai consistiu num banho de sangue de boiardos, que foi contado por várias crónicas, por+em nehuma delas explica as razões deste massacre.
No Outono de 1570, há registos de uma primeira tentativa de usurpação do trono do pai, por um pretendente desconhecido, a que se seguiu uma nova onda de execuções e expropriação, e 17 dos que morreram eram fiéis ao Império Otomano.
Em 1573, os pais fundaram a primeira imprensa de Bucareste, no Mosteiro de Plumbuita, e também o Convento de Slătioarele.
No ano seguinte, o trono foi usurpado por Vintila da Valáquia, filho do malogrado príncipe Pătrașcu o Bom, mais precisamente a 14 de Abril, mas um mês depois, a 3 de Maio, Vintila foi preso e executado por Alexandre, que regressou ao trono.
Pouco após o seu regresso ao trono, em Junho de 1574, Alexandre associou Mihnea, na altura com 10 anos, ao trono valaquiano.
Em 1576, um grupo de 70-80 boiardos insatisfeitos vai à corte do sultão Murade III para solicitar um inquérito sobre os abusos de Alexandre. O sultão prendeu os boiardos.
No início do ano seguinte um outro pretendente, apoiado por sete boiardos, jura que o sultão é uma família de classe baixa. Mas este pretendente é também repelido.
Alexandre falece de forma inesperada a 15 de Abril de 1577 (25 de Julho segundo a opinião do historiador Nicolae Iorga), deixando Mihnea órfão de pai aos 13 anos. Como ainda era menor, o pai deixou-o a governar sob a regência da mãe, Catarina. A 12 de Agosto, o sultão Murade pediu a Pedro Șchiopul da Moldávia, tio do Príncipe, que o apoiasse quando necessário.

### O governo

#### A regência da mãe e a usurpação de Pedro II
Mihnea ascendeu ao trono após uma sucessão de eventos que contribuíram para o declínio no prestígio do poder principesco na Valáquia perante o seu suserano, o Império Otomano. Mihnea e a mãe tiveram de lidar ainda com um pretendente estrangeiro, um médico lombardo, que alegou ser descendente de um governante da Valáquia. A vitóriafoi em grande parte conseguida graças ao apoio da influente Chiajna da Moldávia.
Durante os sete anos seguintes (1577-1583), Mihnea, Catarina e Chiajna estabeleceram um governo que se revelaria altamente impopular, que seguia à risca os planos traçados por Alexandre II Mircea, que incluís um aumento das taxas. Consequentemente, por volta de 1583, a pressão forçava o povo a fugir para a Transilvânia, abandonando as suas terras. Para piorar a situação, o país passava por um período conturbado, pois estava repleto de intrigas e pretendentes ao trono, e encontrava-se sob suserania otomana, ao ponto de uma das principais razões de um governante de se encontrar sentado no trono valaquiano se prendia com a vontade da Sublime Porta.
A 23 de Julho de 1583, Catarina e Mihnea foram depostos, devido algumas intrigas por parte de Pedro, um outro filho de Pătrașcu o Bom, contra a regente junto do sultão. Para melhor convencer o governante otomano, Pedro deu-lhe todo o seu apoio diplomático e também 80 000 ducados, sendo 1/4 dessa quantia paga naquele momento. Assim, Mihnea e Catarina foram forçados ao exílio em Trípoli.

#### O regresso de Mihnea
Este exílio não durou muito. Catarina, inteligente e astuta, oferece vários presentes aos oficiais do sultão para que estes o convencessem a devolver o trono a Mihnea. Este, após pagar 700 000 scudi para ter Pedro II removido do trono, teve de aumentar a receita fiscal e especialmente o aluguer, que chegou a níveis bastante altos, na sua chegada a Bucareste. Mihnea prometeu ainda ao Grão-Vizir tantas moedas de ouro quantas aquelas que 600 cavalos poderiam carregar, em troca de ter Pedro morto, pedido esse que foi concretizado pelo sultão, que matou Pedro em 1590. 

#### Deposição e morte
Um ano após a morte da mãe, Mihnea foi novamente retirado do trono pelos turcos, e substituíram-no por Estêvão o Surdo (alegadamente fabricante de arreios e cortador de couro), pertencente à Casa de Bodano da Moldávia. Depois de se mudar com a família para a Anatólia, tentou, embora sem sucesso, conseguir para si o trono da Moldávia.
Numa tentativa desesperada de reconquistar o trono, Mihnea e o seu filho, Radu, converteram-se ao Islão. Foi graças a este acontecimento que Mihnea ficou conhecido pelo seu cognome (O Turco ou O Islamizado).
Esta estratégia levou Mihnea a desempenhar cargos de administração turca: foi nomeado sanjuk de Nicópolis (na atual Bulgária) sob nome de Maomé Bei.
Entretanto, Miguel, o Valente conseguia o que muitos governantes ambicionaram: por um breve período de seis meses em 1600, conseguiu unificar a Valáquia, a Moldávia e a Transilvânia.
A ação de Mihnea não impediu o filho ilegítimo, Radu Mihnea, de aceder ao trono em 1601. Mihnea faleceu em Outubro desse ano, em Istambul, e foi sepultado numa campa não identificada.

## Casamento e descendência
Mihnea casou-se, em Junho de 1582, com Neaga de Cislau, filha de Vlaicu Jupan de Cislau, de quem teve:
- Alexandre o Jovem (c. 1582- 8 de Fevereiro de 1589), faleceu jovem;
- Radu (n. 1584), converteu-se com o pai ao Islão;
- Vlad (m. 5 de Maio de 1591)

Mihnea teve uma relação for do casamento com Voica, de quem teve:
- Radu Mihnea (c. 1585- 13 de Janeiro de 1626), Príncipe da Valáquia e da Moldávia, governou no Período de Usurpação, tendo o seu governo sido interrompido várias vezes.